# Segelfluggelände Bückeburg-Weinberg

i7
i11
i13
Das Segelfluggelände Bückeburg-Weinberg liegt in den Gebieten der Städte Bückeburg im Landkreis Schaumburg in Niedersachsen und Porta Westfalica im Kreis Minden-Lübbecke in Nordrhein-Westfalen. Das Segelfluggelände befindet sich etwa zwei Kilometer südwestlich des Zentrums von Bückeburg am Rand des Weserberglands.

## Flugbetrieb
Das Segelfluggelände ist mit einer 500 m langen und 30 m breiten Start- und Landebahn aus Gras (Richtung 11/29) ausgestattet. Es besitzt eine Betriebszulassung für Segelflugzeuge, nicht selbststartende Motorsegler, bemannte Freiballone sowie für Motorflugzeuge bis 2000 kg höchstzulässiger Abflugmasse und selbststartende Motorsegler, beide jedoch nur zum Zweck des Schleppens von Segelflugzeugen oder Motorseglern und damit in ursächlichem Zusammenhang stehende Flüge. Der Start von Segelflugzeugen erfolgt per Windenstart oder Flugzeugschlepp. Werktags wird der Platz als Übungsgelände vom Internationalen Hubschrauberausbildungszentrum am Heeresflugplatz Bückeburg genutzt. Der Halter und Betreiber des Segelfluggeländes ist der Luftsportverein Bückeburg-Weinberg e. V.